# Carel Henrik Kindermann

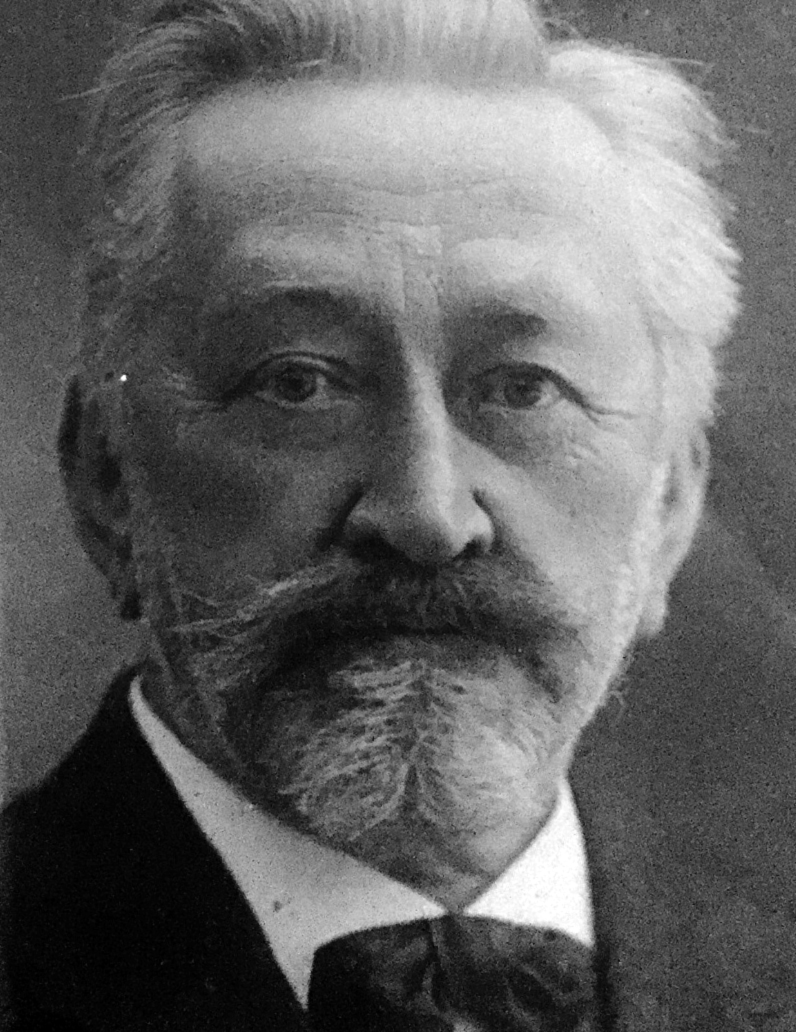
Carel Henrik Kindermann 1844-1926 emeritus-predikant van de evangelisch-Luthersche gemeente

Carel Henrik Kindermann (Edam, 20 maart 1844 - Den Haag, 15 augustus 1926) was een Nederlands predikant van de Evangelisch-Lutherse gemeente en conrector.

## Levensloop
Carel Henrik Kindermann werd geboren in Edam op 20 maart 1844 in het gezin van predikant Jan Christian Kindermann (1804-1876) en Johanna Henriette Telting (1815-1868) en is vernoemd naar zijn overgrootvader Carl Heinrich Kinderman. 
Kindermann studeerde in de periode 1862-1867 aan het Luthers seminarium in Amsterdam en de Universiteit Leiden. Vanaf 1868 werkte hij tot 1880 als predikant in Den Helder. Daarna ging hij in Leiden letteren studeren alwaar hij in 1885 zijn doctorstitel behaalde met zijn proefschrift Quaestiones de fabulis a Vergilio in Aeneide tractatis. Daarna volgde vanaf 1886 een periode waarin hij conrector was in Sneek en tussen 1890-1900 conrector in Gorinchem. In de laatste periode van zijn leven heeft hij nog in Leiden en Den Haag gewoond. In zijn laatste boek Handleiding tot zedelijkheid uit 1921 stelt Kindermann de vraag waarin de geestelijke waarde van het mensenleven ligt. In de recensies werd positief gereageerd op zijn beschouwingen en uitspraken maar is er tevens kritiek op het ontbreken van de 'wijsgerige grondslag'.
Hij overleed op 15 augustus 1926 in Den Haag. Kindermann's stoffelijk overschot werd op 18 augustus op begraafplaats Westerveld gecremeerd onder aanwezigheid van o.a. prof. dr. G.A. van den Bergh van Eysinga, theoloog en hoogleraar en prof. dr. Bernard Jan Hendrik Ovink (1862-1944), hoogleraar wijsbegeerte te Utrecht. Kindermann's zwager Jacob Frederik Klinkhamer heeft er gesproken en herdacht hem als "onkreukbaar predikant" en als "een man wars van alle vertoon tot in het ongevoelige toe, maar buitengewoon in zijn waarheidszin".

## Afkomst
Carel Henrik Kindermann had vele voorouders die hem voorgingen als Evangelisch-Luthers predikant. Johanna Henriette Telting, de moeder van Carel Henrik Kindermann, kwam uit een lijn van Duitse theologen en predikanten. Haar grootmoeder Anna Sophia Telting (1711-1783) trouwde in 1736 met de Evangelisch-Luthersche predikant Theodor Diedrich Jütting (1708-1791). Diens verre voorvader Gerhard Jutting (Gerhardus Juttingius, circa 1552-1621) was priester en is in 1578 overgegaan tot de Lutherse leer en Evangelisch Predikant in Badbergen geworden. Edam, de geboortestad van Kindermann was de stad waar zijn moeder haar wortels had. Zijn grootmoeder Wilhelmina Gertruida Teengs (1783-1851) kwam uit een Edams geslacht van burgemeesters. Jan Christian Kindermann (1804-1876), de in Amsterdam geboren vader van Carel Henrik Kindermann was een Nederlands predikant, letterkundige en schrijver onder het pseudoniem Chonia en had ook Duitse voorouders.

## Familie
Carel Henrik Kindermann trouwde op 17 april 1873 in Amsterdam met Elisabeth Jacoba Klinkhamer. Zij was een zuster van architect Jacob Frederik Klinkhamer en dochter van Hendrik Abraham (directeur van het Trippenhuis en opzichter aan het Rijksmuseum) en Theresia Smaale. Kindermann en Klinkhamer kregen samen vijf kinderen waaronder; Henk Abraham Kindermann (1876-1955), lid van de Raad van Nederlands-Indië, echtgenoot van Amelia Jane Gülcher; Theresia Kindermann (1879-1977) die in 1902 trouwde met Jean Henri Telders; en Johanna Henriette Kindermann echtgenote van Rotterdams predikant Cornelis Elias Hooykaas.